# Wilhelmshaven
 (décembre 2022).
Wilhelmshaven est une ville portuaire du land de Basse-Saxe en Allemagne.

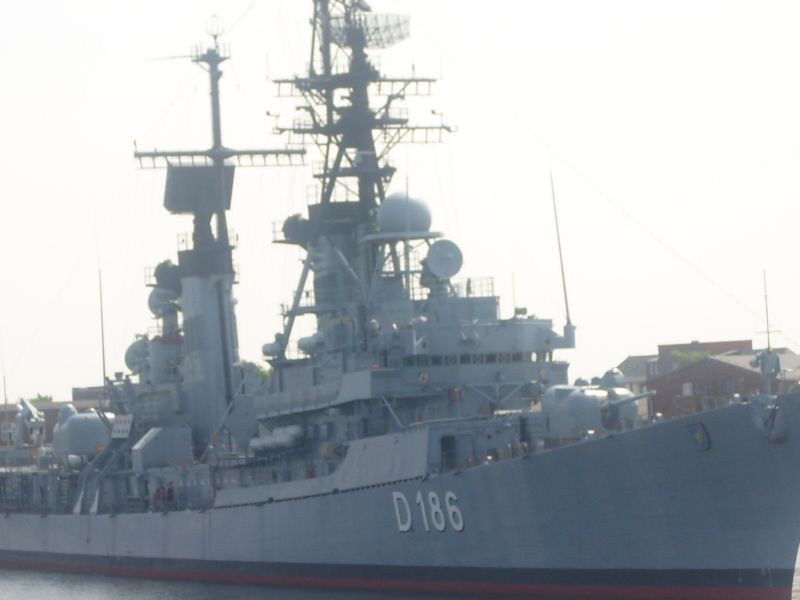
Le destroyer Mölders à Wilhelmshaven

Elle possède la plus grande base navale d'Allemagne: le port de Jade Weser. En construction depuis mars 2008, son inauguration a eu lieu le 21 septembre 2012.

## Étymologie
Wilhelmshaven (le port de Guillaume en français) a obtenu son nom en juin 1869 du roi Guillaume Ier d'Allemagne, le futur empereur allemand. En raison de sa position unique et protégée, elle y vit la construction, quelques années plus tôt, de bâtiments pour la marine au beau milieu du Oldenbourg le long de la Jade.

## Wilhelmshaven ou Wilhelmshafen?
Le nom « Wilhelmshaven » est apparu pour la première fois lors de l'inauguration (17 juin 1869) de l'église Elisabeth (de) (nom actuel Christus- und Garnisonkirche) gravé sur un mur de l'église. Le responsable de cette transcription est Heinrich Wilhelm Goeker qui avait écrit Wilhelmshaven avec un « v » en s'inspirant du bas allemand (dialecte local) au lieu d'écrire Wilhelmshafen avec un « f » comme c'est le cas pour des villes situées à l'intérieur des terres (Friedrichshafen, Ludwigshafen,…). Lorsque Goeker remarqua l'erreur, il avertit le général von Roon qui avertit à son tour le roi Guillaume Ier d'Allemagne. Ce dernier ordonna que l'on conserve l'orthographe avec un « v » en répondant au général : « Je l'ai aussi prononcé ainsi, cher Roon » (« Ich habe es ja auch gleich so ausgesprochen, lieber Roon. »).

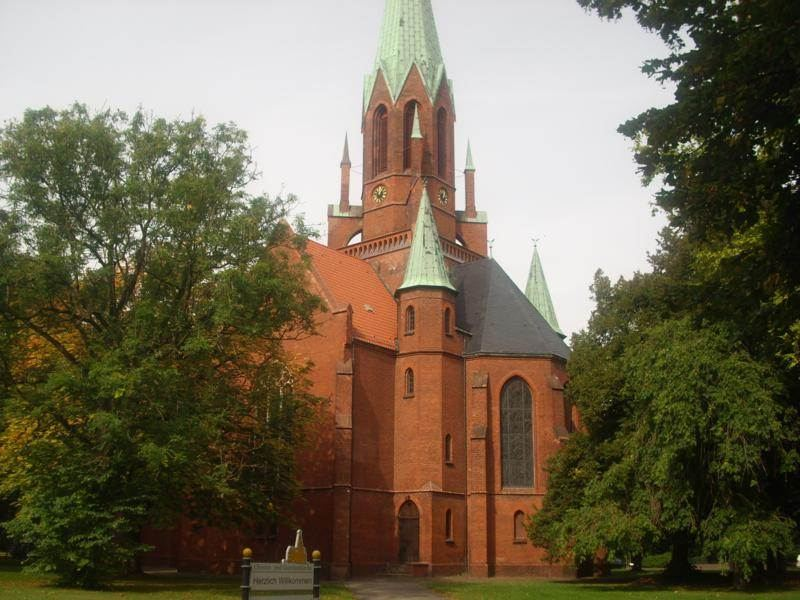
Vue de Christus- und Garnisonskirche.
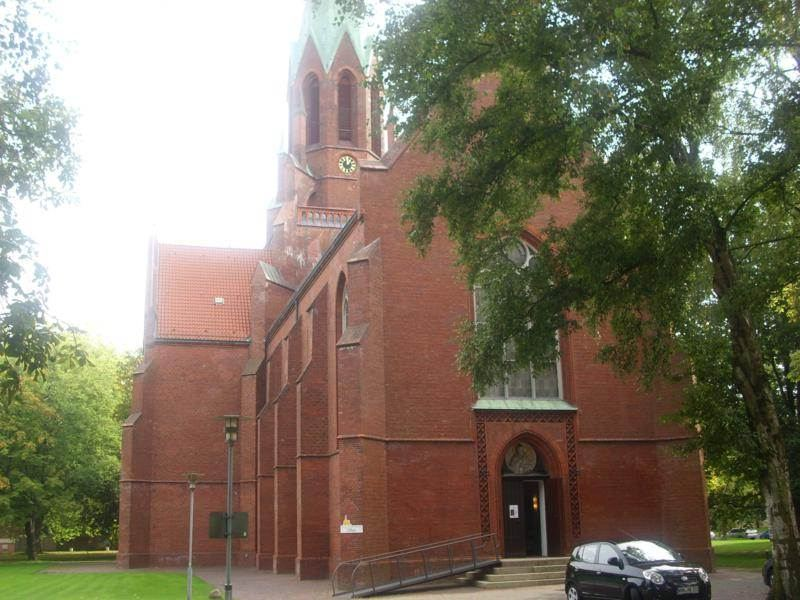
Vue de Christus- und Garnisonskirche.
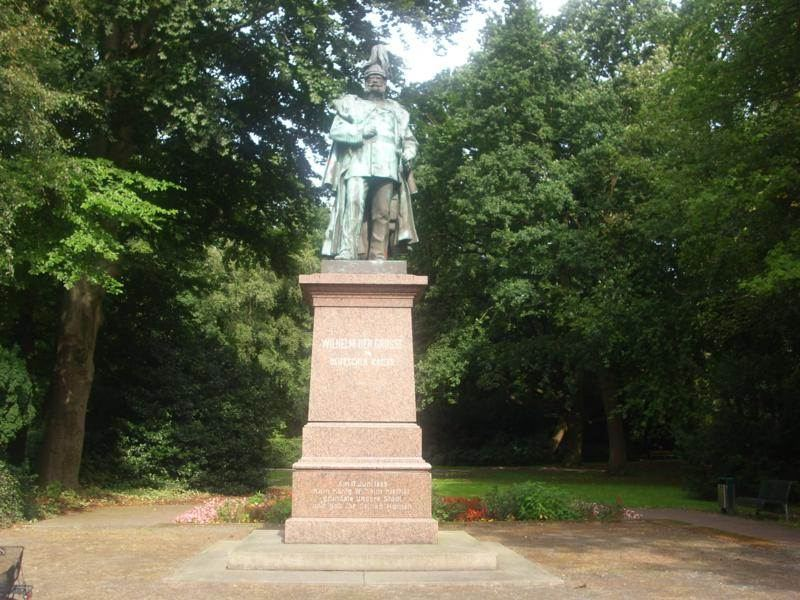
Statue de Guillaume Ier d'Allemagne.
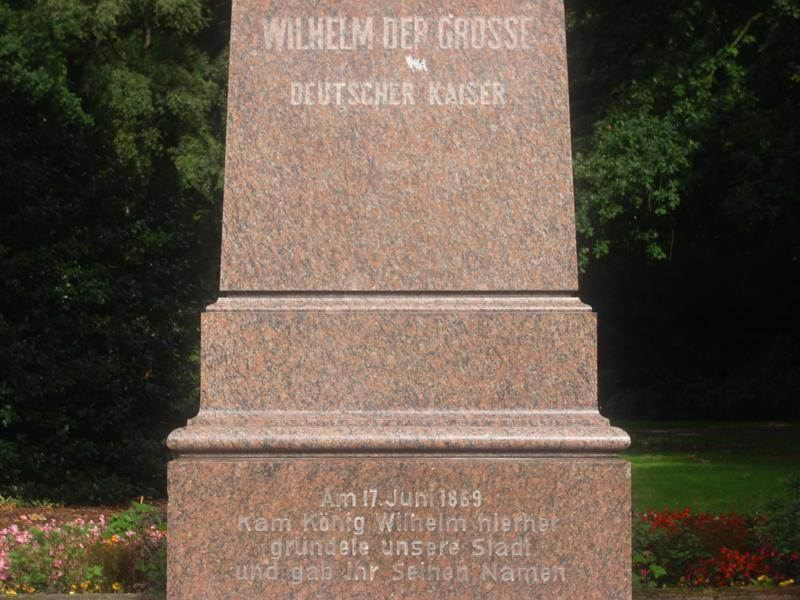
Détail de la statue de Guillaume Ier d'Allemagne.

## Histoire

### LeXIXesiècle
- 20 juillet 1853 : signature du "Jadevertrage". Cet accord donne au Royaume de Prusse du grand-duché d'Oldenbourg un terrain d'une superficie d'environ 313 ha pour la construction d'un port de guerre. Le gouvernement grand-ducal attendait de ce port de guerre un boom économique basé sur le commerce ultra-marin.
- 23 novembre 1854 : le domaine est abandonné à la Prusse.
- 25 juin 1856 : approbation par décret du Cabinet du Roi Frédéric-Guillaume IV des plans de construction du port. Le Haut-Conseiller à la Construction (Oberbaurat) Gotthilf Hagen propose un plan qui correspond encore aujourd'hui aux plans du cœur de la ville. Deux digues sont construites de part et d'autre de l'écluse fermant le chenal d'accès (une 2e écluse sera réalisée par la suite). Le chenal permet d'atteindre le bassin à flot du chantier de constructions navales. À l'ouest du chantier naval (rebaptisé depuis rue Adalbertstraße) sont construits les bâtiments de la direction, les logements attribués aux fonctionnaires, les casernes et un hôpital militaire.
- 5 juillet 1867 : ouverture de la ligne de chemin de fer de Brême à Oldenbourg en passant par Heppens.
- 1er avril 1873 : Wilhelmshaven reçoit le statut de commune (Kommunalverfassung (de)).
- 2 avril 1874 : le premier maire est élu : Johannes Nakszynsky.
- 1er novembre 1879 : création de la collectivité locale Bant.
- 1880 : démarrage de la construction du canal Ems-Jade (de).
- 5 juin 1888 : achèvement de la construction du canal Ems-Jade.
- 1893 : construction de la mairie de Wilhelmshaven.

### XXesiècle
- 1900 : début de l'expansion portuaire.
- 20 décembre 1900 : inauguration de la banterkirche[3]

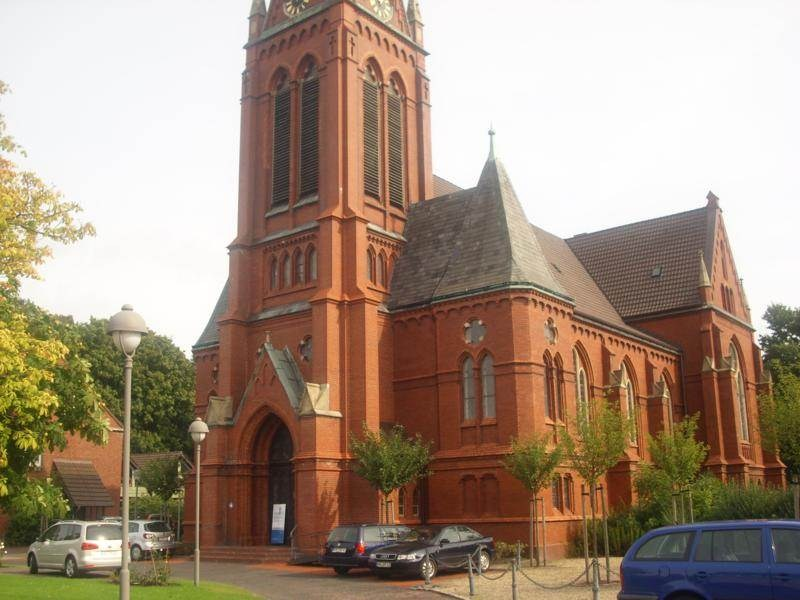
vue de l'église Banter
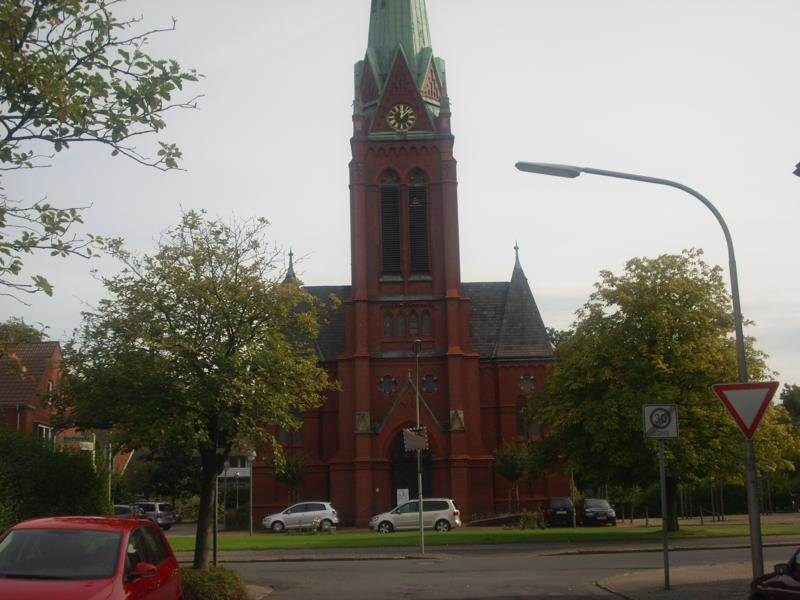
vue de l'église Banter

- 1er novembre 1902 : regroupement des communes Bant, Heppens et Neuende en "Amtsverband" Rüstringen (équivalent approximatif de la Communauté de communes).
- 1903 : la société Franz Kuhlmann Präzisions-Mech. und Maschinenbau, née d'un atelier d'horlogerie, entre en fonctionnement.
- 1907 : construction du Pont Kaiser-Wilhelm : c'est le plus grand pont tournant d'Europe.

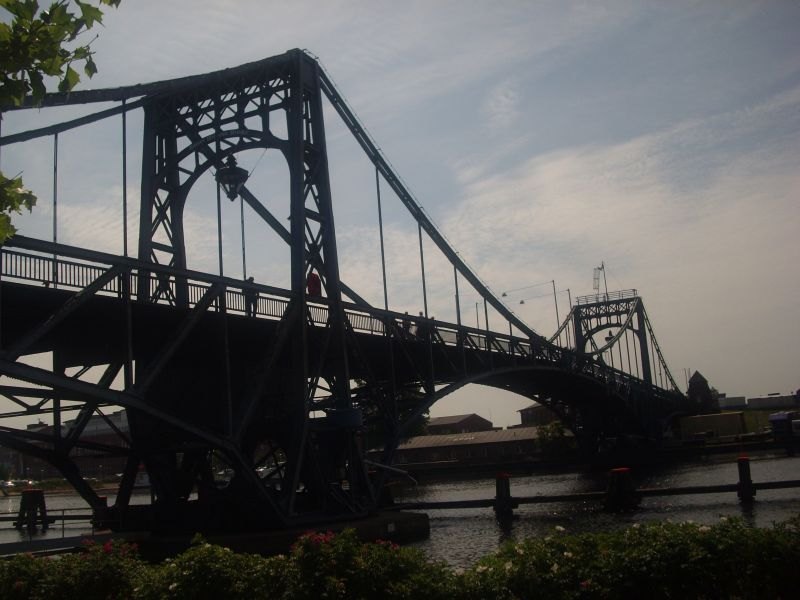
Pont Kaiser Wilhelm à Wilhelmshaven

- 1910 : sur le chantier naval impérial 8 250 personnes sont employés. Le nombre d'habitants à Wilhelmshaven avoisine 19 850 ; dans les communes voisines du Oldenbourg le nombre d'habitants atteint 46 250.
- 1er mai 1911 : fusion des communes Bant, Heppens et Neuende pour former la ville Rüstringen.
- 8 novembre 1911 : inauguration de l'église St.-Willehad-Kirche[4].
- 1913 : construction d'un tramway à Rüstringen et Wilhemshaven.
- 1914 : le parc de la ville de Rüstinger est construit d'après les ébauches de l'architecte paysagiste Leberecht Migge en collaboration avec Martin Wagner, chef de département pour la construction de bâtiments.
- 23 novembre 1918 : sabordage de la Hochseeflotte, flotte de haute mer de la Kaiserliche Marine (marine impériale allemande) au large de Scapa Flow. À cet endroit est coulé la Flotte sur ordre du contre-amiral Ludwig von Reuter.
- 1er avril 1919 : Wilhelmshaven obtient le statut de ville indépendante et n'est plus subordonnée au Landkreis de Wittmund.
- 1919 : tentatives pour introduire une nouvelle base économique du fait que le taux d'employés au chantier naval ne cesse de diminuer de manière drastique.

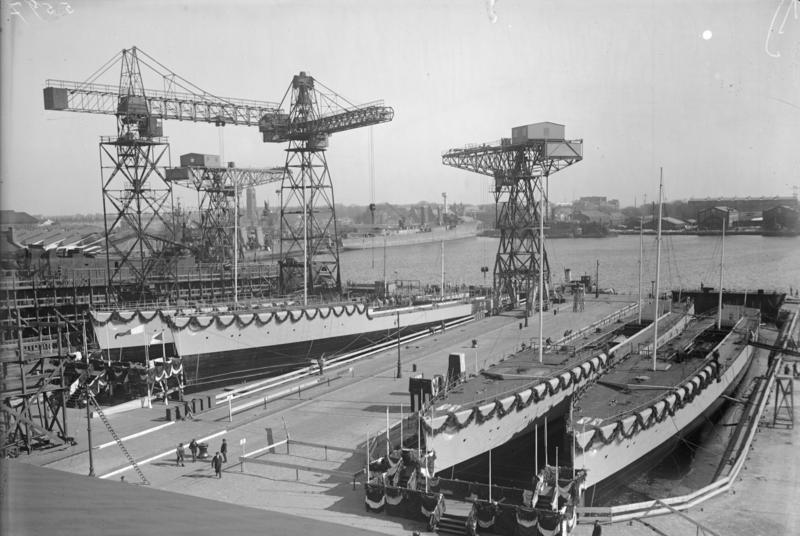
Chantier de construction navale de Wilhelmshaven (ici : construction de 4 destroyers en 1928)

- 13 avril 1921 : inauguration de la Freien Volksbühne e.V., Theaterbesuchergemeinschaft[5]. Interdite en 1933, elle fut remise en marche en 1947 pendant l'Occupation des Alliés.
- 7 janvier 1925 : lancement du croiseur léger "Emden" : premier navire de guerre construit depuis la fin de la Première Guerre mondiale.
- 15 juin 1928 : ouverture des stations balnéaires nouvellement construites aux larges des plages situées au sud de la ville.
- 1928 : fondation de l'Institut de géologie et biologie marine „Senckenberg am Meer“[6].
- 11 octobre 1929 : inauguration par le Prof. Fritz Höger de la mairie de Rüstringen. Avec une tour de 49 m de haut et un réservoir d'eau potable d'une contenance de 920 m3, cette construction est l'une des plus importantes de l'architecture moderne en brique.
- 3 octobre 1936 : mise à l'eau pour la Kriegsmarine du croiseur de bataille Scharnhorst.
- 1er avril 1937 : fusion de Wilhelmshaven avec Rüstringen en application de la loi du Grand Hambourg (Groß-Hamburg-Gesetzes) du 26 janvier 1937. Wilhelmshaven appartient dès lors au land de Oldenbourg.
- 1er avril 1937 : agrandissement de la ville grâce à l'annexion de 5 018 ha.
- 14 juin 1938 : Wilhelmshaven devient, avec 100 000 habitants, une grande ville.
- 1er juillet 1938 : achèvement de la construction des premiers lotissements à Voslapp.
- 4 janvier 1939 : mise à flot du cuirassé "Tirpitz" en présence d'Adolf Hitler. Avec un déplacement de 42 900 tonnes à pleine charge, il est le plus grand navire de guerre construit dans un chantier naval allemand : 251 m de long, 36 m de largeur.

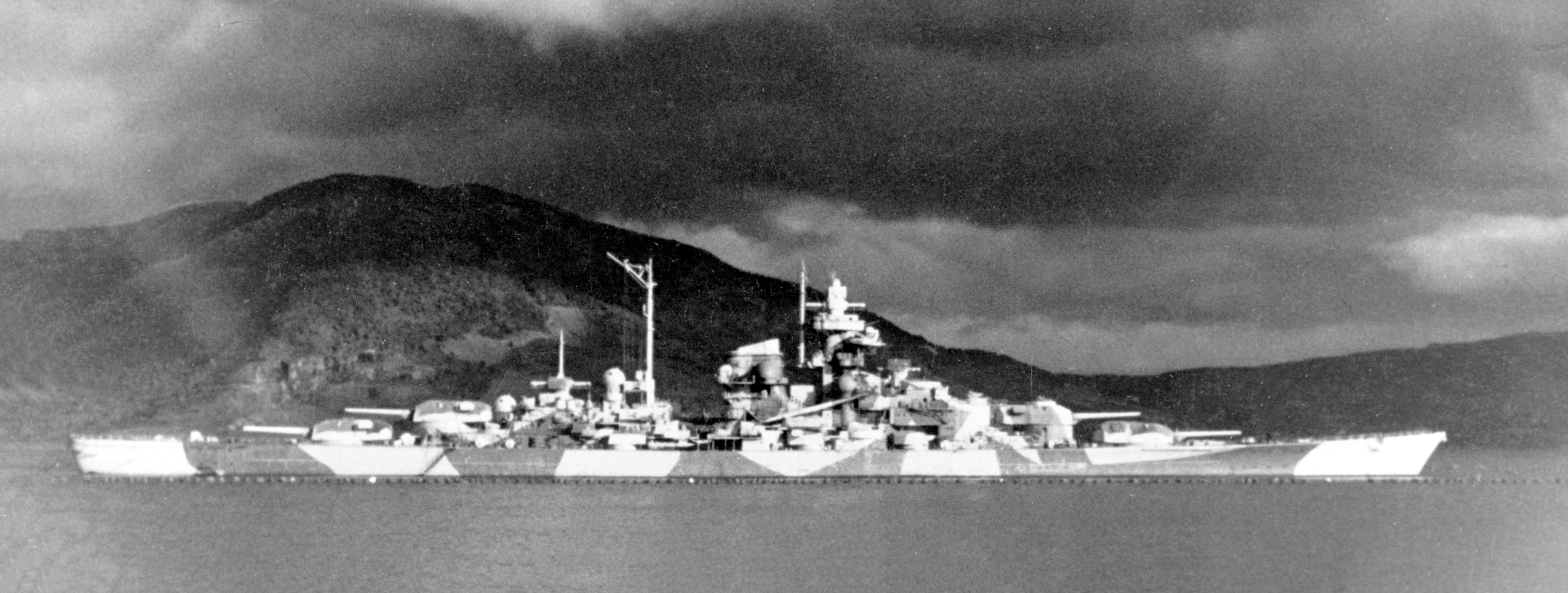
cuirassé Tirpitz

- 4 septembre 1939 : premier raid aérien allié sur Wilhelmshaven.
- 1940 : Wilhelmshaven atteint une population de 133 000 habitants : son plus grand nombre d'habitants jusqu'à cette date. Au chantier naval militaire, 25 000 personnes sont employées.
- 1941 : destruction du port, bombardé par les Alliés.
- 15 octobre 1944 : la ville subit le plus lourd raid aérien depuis le début de la Seconde Guerre mondiale : le cœur de la ville est presque totalement détruit.

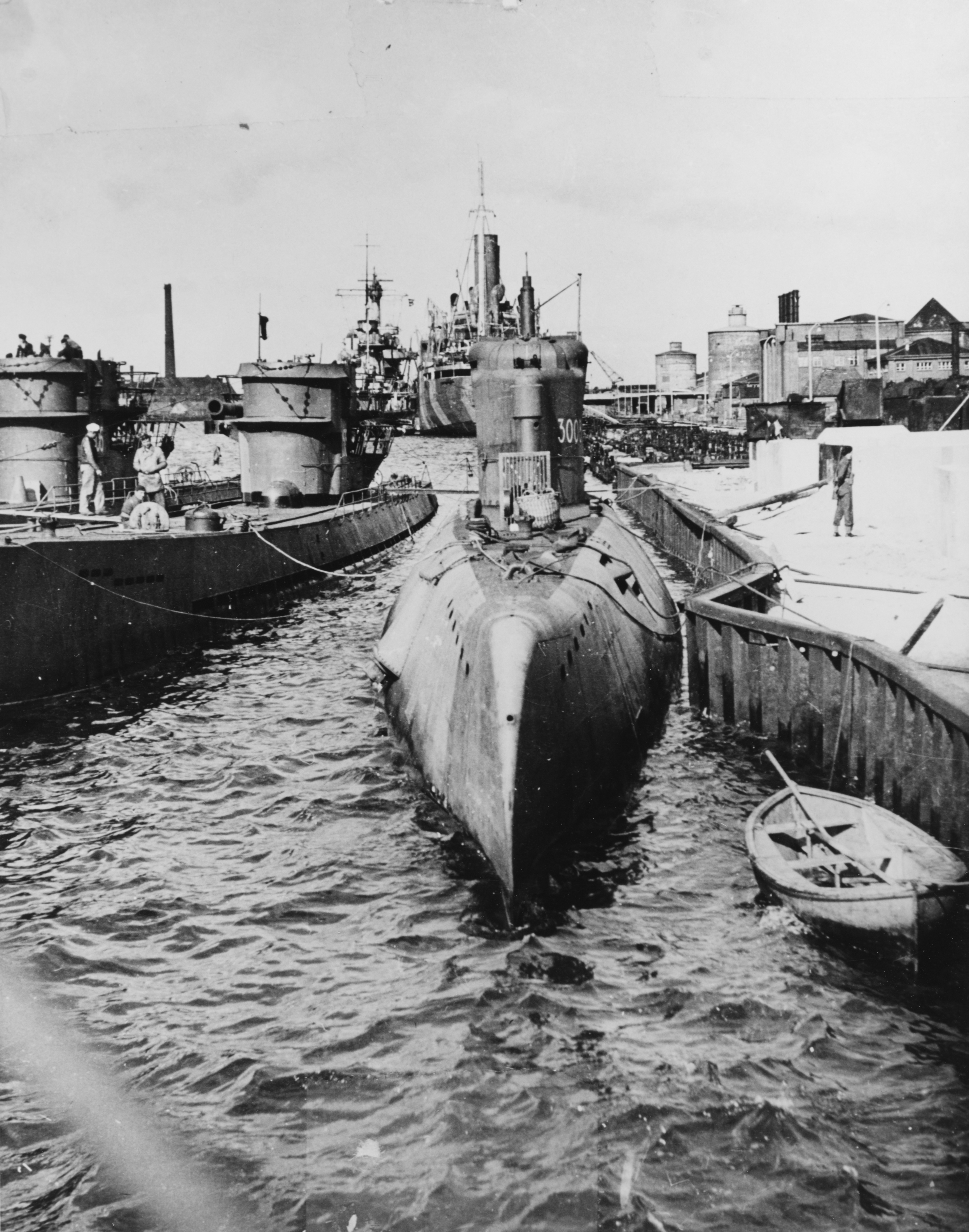
Sous-marin allemand U-3003, juin 1945

- 5 mai 1945 : le port et la base navale sont capturés le 5 mai 1945 par la 1re division blindée polonaise du général Maczek. Cette dernière obtint la reddition de toute la garnison et saisit 200 navires de la Kriegsmarine. Début de l'occupation par le Premier corps polonais.

#### Après la guerre
- 21 juin 1946 : l'Allied Military Government of Occupied Territories (AMGOT) (« gouvernement militaire allié des territoires occupés ») autorise le projet de la ville consistant à attirer des entreprises privées.
- 1946 : Olympia Büromaschinenwerke commence la production avec 28 employés à Roffhausen. Installation des usines Ardeltwerke pour Kranbau sur le site industriel ouest, plus tard Krupp-Ardelt[7] ensuite Grove et enfin Manitowoc[8].
- Avril 1946 : un lycée pour garçons (Vereinigte Oberschule für Jungen) est installé dans une caserne militaire à Mühlenweg. À partir de 1954, cet établissement d'enseignement secondaire fut installé à la Humboldtschule et à la Max-Planck-Schule. Enfin depuis 1993, le lycée est de nouveau réuni à Mulhenweg pour former le Gymnasium am Mühlenweg[9].
- Octobre 1946 : conjointement avec le land de Oldenbourg, la ville est rattachée au land de Basse-Saxe.
- de 1946 à 1950 : l'Institut de recherche ornithologique] (Institut für Vogelforschung „Vogelwarte Helgoland“) de Heligoland déplace son siège à Wilhelmshaven[10]. L'Institut de recherche maritime historique de Basse-Saxe (Niedersächsische Institut für historische Küstenforschung[11] déplace son siège principal de Hanovre à Wilhelmshaven.
- 1er janvier 1948 : fondation de l'Institut Kaiser Wilhelm pour la biologie marine, plus tard Institut Max Planck pour la recherche en biologie cellulaire, installé au large du lac Banter. En 1977, l'Institut fut transféré à Ladenburg près de Heidelberg. Puis le 1er juillet 2003, il fut fermé.
- 11 mai 1948 : ouverture de l'école Prince Rupert School[12] pour les enfants de la caserne militaire britannique. L'école fut installée dans les baraquements près du lac Banter.
- 1948 : la ville retrouve une population de 100 000 habitants.
- 1949 : l'usine de tissage "Kammgarnspinnerei und Weberei AG (KSW)" est fondée à l'endroit même où se trouvait le chantier naval ouest. La Haute École d’études en sciences sociales (Hochschule für Sozialwissenschaften) fut fondée. Elle fut fermée en 1962. On compta parmi les professeurs Wolfgang Abendroth (1948–1950), Walter Bogs (1952–1954), Ernst Rudolf Huber (1957–1962) et parmi les anciens étudiants Herbert Ehrenberg, Heiko Engelkes, Karl Otto Pöhl et Inge Wettig-Danielmeier.

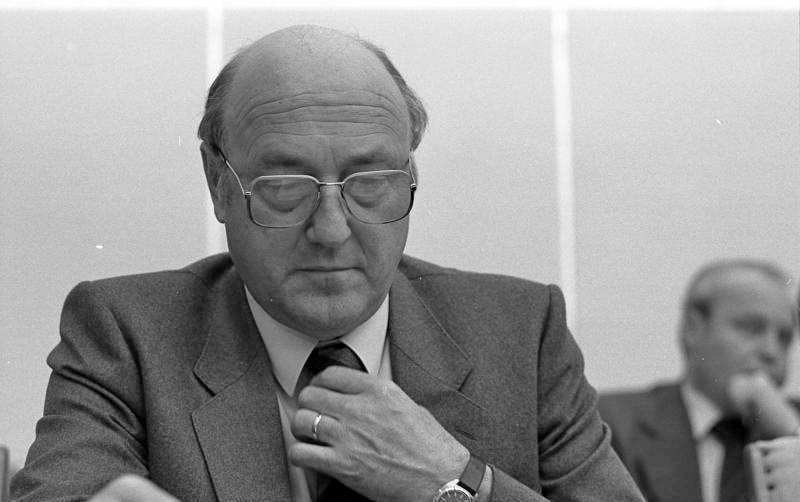
Herbert Ehrenberg (1981)

- 1er janvier 1948 : visite du Président fédéral Prof. Theodor Heuss.
- 18 octobre 1952 : cérémonie d'inauguration du théâtre de la ville dans le bâtiment ayant servi à la marine.
- 18 octobre 1952 : cérémonie de célébration du 100e anniversaire de la signature du traité de Jade.
- 22 décembre 1954 : inondation avec une hauteur d'eau de 4,35 m.
- 15 novembre 1956 : le contrat pour la construction d'un oléoduc reliant Wilhelmshaven à Cologne est signé à Hambourg : Création de la compagnie Nord-West-Oelleitung GmbH[13].
- 2 novembre 1962 : inauguration de la bibliothèque municipale et de la Volkshochschule (VHS)] à Virchowstraße[14].
- 1963 : ouverture de la piscine municipale couverte (City-Hallenbad). Actuellement[Quand ?] remplacée par un parc aquatique : le nautimo.
- 1965 : jumelage avec la ville de Vichy en France.
- 1er mars 1965 : mise en place d'une école d'ingénieurs pour l'enseignement de l’électronique, de la mécanique de précision, du génie mécanique et de la gestion, devenue l'université de Jade.
- 19 septembre 1965 : le lycée fait sa rentrée des classes[15].
- 25 septembre 1967 : l'hôpital Reinhard-Nieter-Krankenhausentre enfin en fonction[16]. Sa construction aura coûté 42 millions de DM et aura duré 6 ans.

- 25 mars 1968 : création de la Nord-West Kavernengesellschaft mbH (NWKG)à Wilhelmshaven. La République Fédérale doit conserver une certaine quantité de produits pétroliers. Les cavernes de la ville sont un excellent endroit pour servir d'entrepôts, notamment le dôme de sel Rüstringen dans la région de Coldewei, qui se situe à environ 1 000 m de profondeur.
- 1969 : début de la construction de l'autoroute rejoignant Ahlhorn à Wilhelmshaven.
- 6 avril 1970 : création de l'entreprise Alusuisse Atlantik (filiale allemande de l'entreprise suisse Schweizerischen Aluminium AG „Alusuisse”). La filiale allemande prend possession d'un terrain dans Rüstersieler Groden pour la création d'une usine spécialisée dans les procédés chlore-alcali.
- 1971 : démarrage de la construction du pont Niedersachsenbrückeayant une longueur de 1,83 km. Il comporte deux ponts à bascule pour le passage de bateaux.
- 21 juin 1972 : contrat conclu entre Mobil Oil AG Deutschland, le land de Niedersachsen et la ville de Wilhelmshaven pour la construction d'une raffinerie à Voslapper Groden. Début de la construction en 1973.
- 1er juillet 1972 : fusion volontaire de la ville de Wilhelmshaven et de la commune de Sengwarden. Le domaine de la ville s'agrandit de 3 000 (ha)
- 10 mai 1973 : le conseil municipal de la ville a autorisé le projet de Nordwestdeutschen Kraftwerke AG (NWK) pour la construction d'une centrale électrique fournissant 720 mégawatts. (nom actuel de la centrale : E.on Kraftwerk Wilhelmshaven) sur le site de Groden Rüstersieler.
- 10 juin 1976 : jumelage avec la ville de Norfolk aux États-Unis.
- 10 mai 1973 : reconversion de la station hydraulique crée en 1903 en tant que centre culturel Pumpwerk, Kulturzentrum in Wilhelmshaven[17].

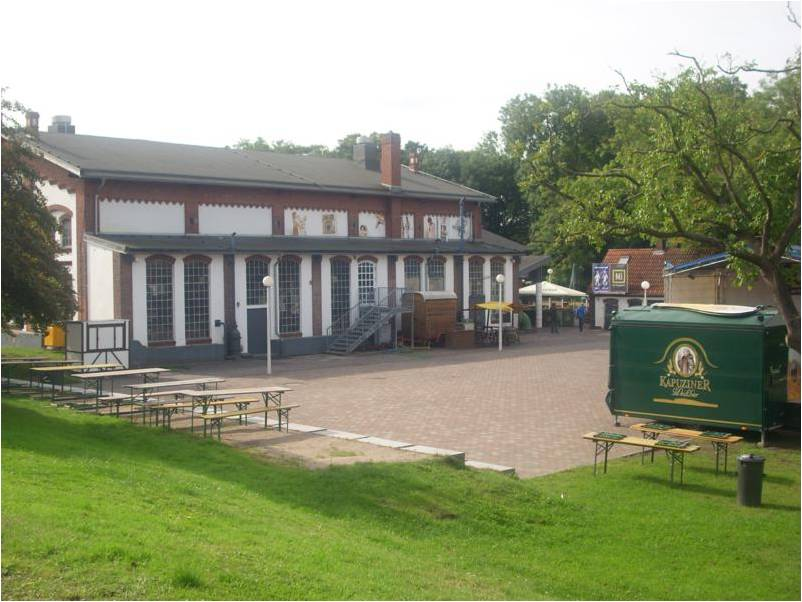
vue de Pumpwerk Wilhelmshaven
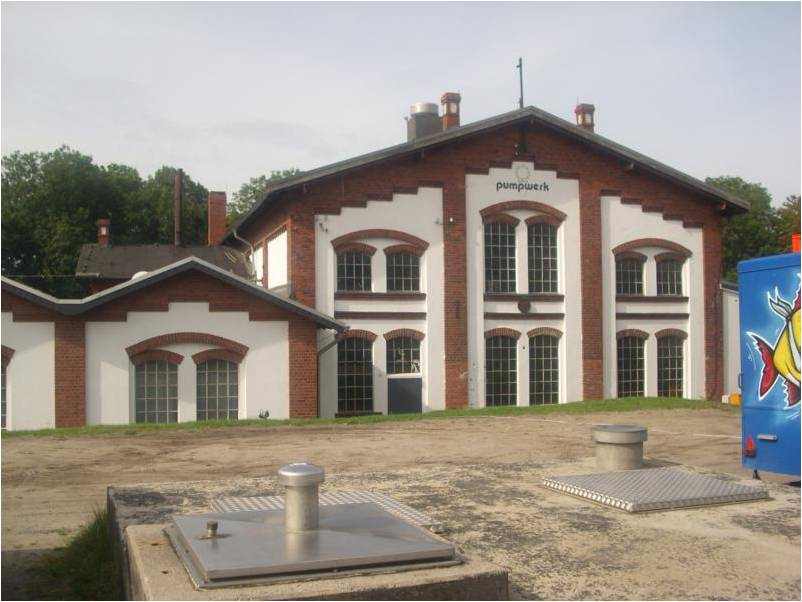
vue de Pumpwerk Wilhelmshaven

- 14 septembre 1976 : inauguration de la Mobil Oil.
- 28 juin 1978 : visite du plus grand et du plus cher bâtiment de guerre au monde : le porte-avions USS Nimitz (équipage de 6 000 hommes).
- 24 août 1979 : création officielle du jumelage avec Dunfermline en Écosse.
- 11 octobre 1979 : 50 ans de la création de la mairie construite par Fritz Höger.
- 17 avril 1984 : achèvement de la construction de l'autoroute A 29 (Jadelinie) de Wilhelmshaven en passant par Oldenbourg en direction de Ahlhorn avec une connexion au réseau autoroutier allemand.
- 12 mars 1986 : inauguration du parc national de Basse-Saxe de la mer des Wadden : „Nationalparks Niedersächsisches Wattenmeer”.
- 2 juin 1989 : ouverture de la roseraie de Wilhelmshaven dans le parc municipal.

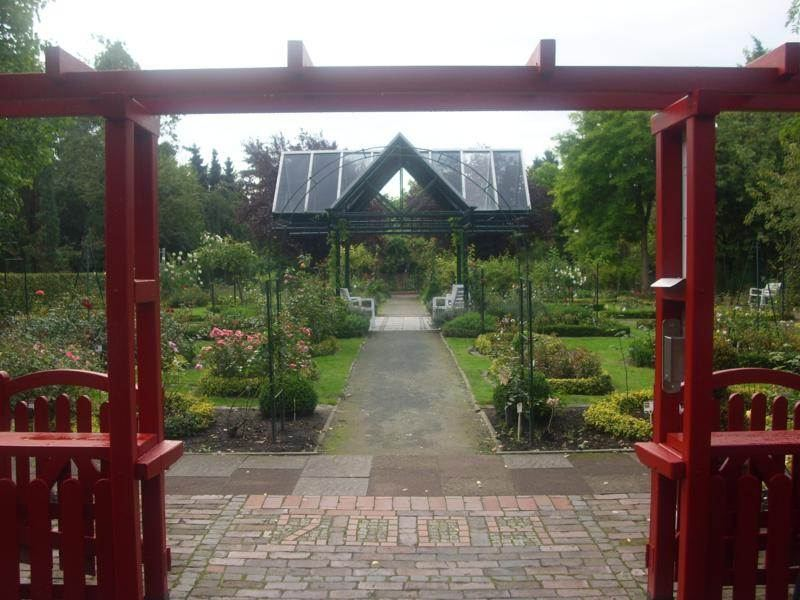
vue du Rosarium Wilhelmshaven
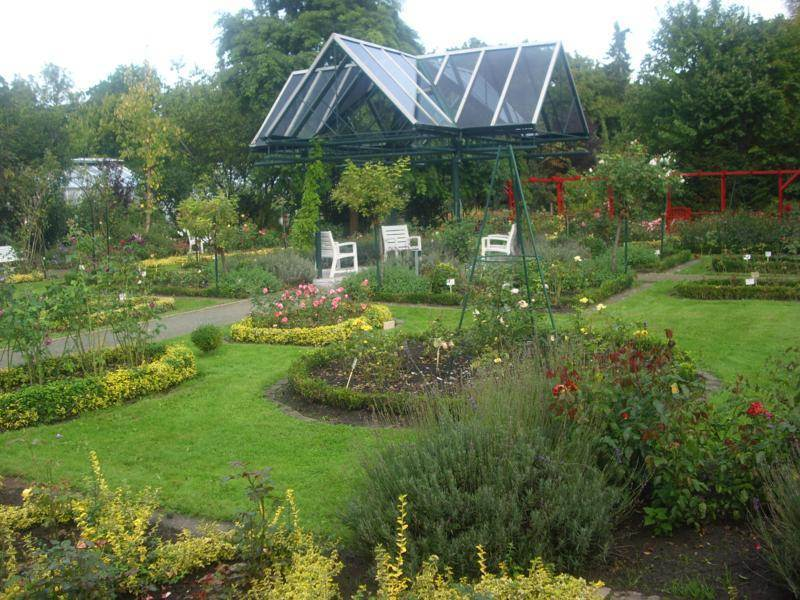
vue du Rosarium Wilhelmshaven
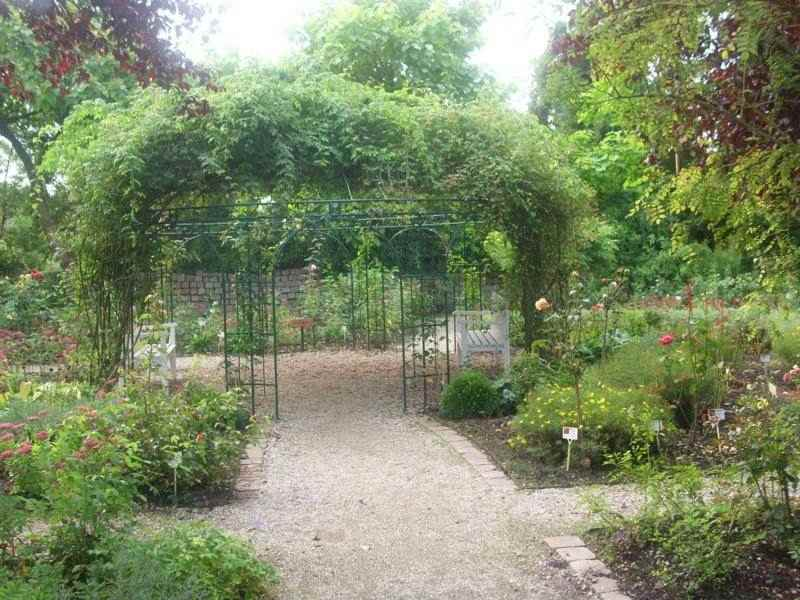
vue du Rosarium Wilhelmshaven
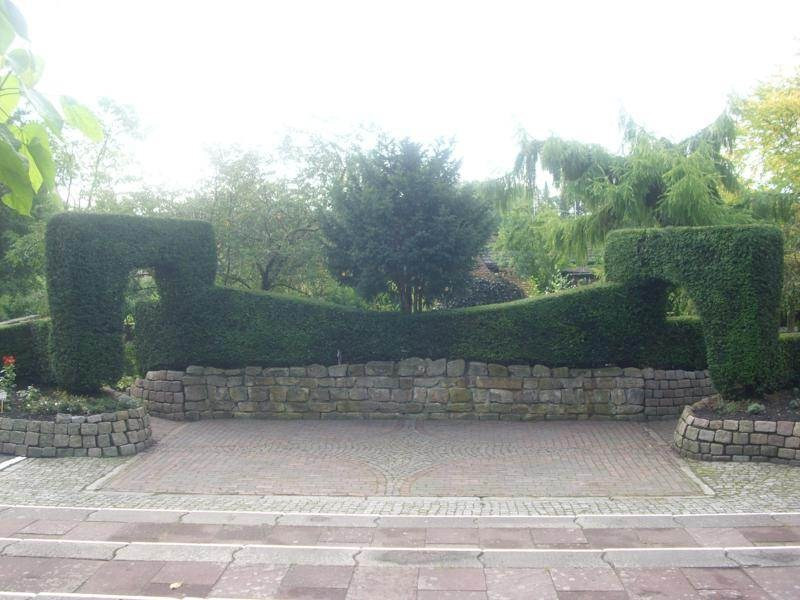
vue du Rosarium Wilhelmshaven
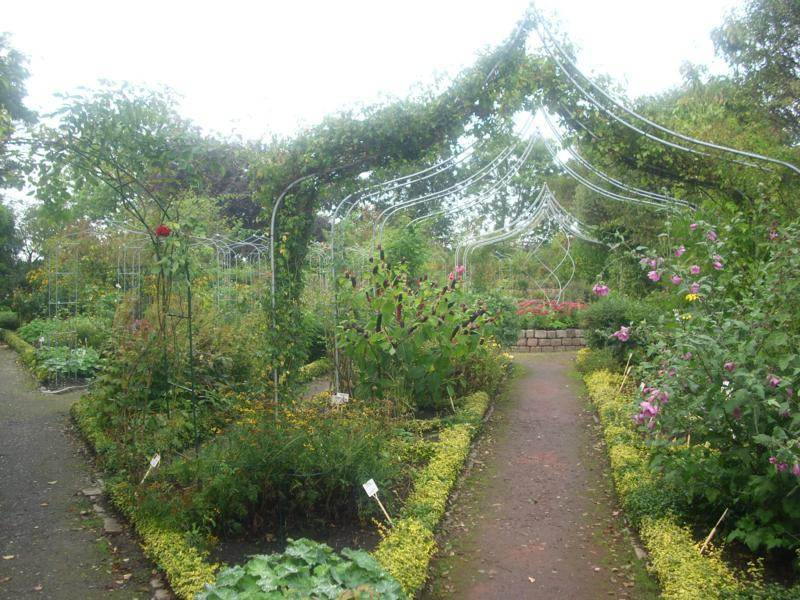
vue du Rosarium Wilhelmshaven
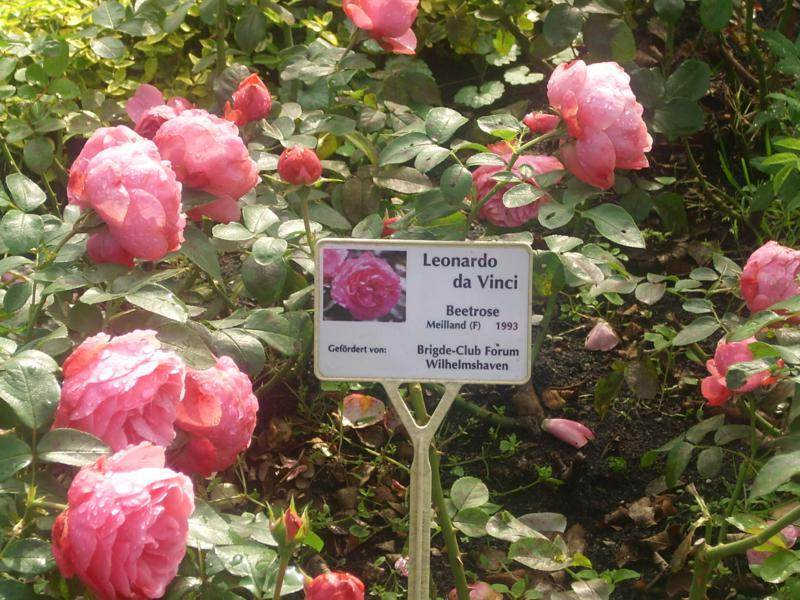
vue du Rosarium Wilhelmshaven

- 2 novembre 1989 : mise en service du parc éolien de l'entreprise Jade-Windenergie Wilhelmshaven (JWE) GmbH.
- 17 juin 1994 : la ville fête ses 125 ans.
- 15 juillet 1994 : inauguration du centre de recherche Terramare e.V.
- 30 août 1997 : lancement de radio Jade.
- 4 septembre 1997 : ouverture du centre commercial „Nordseepassage”.
- 24 avril 1998 : ouverture du musée de la marine allemande.
- 1er août 1999 : inauguration du stade de Jade à Wilhelmshaven (stade de foot pouvant accueillir jusqu'à 7 500 spectateurs avec 2 000 places assises).

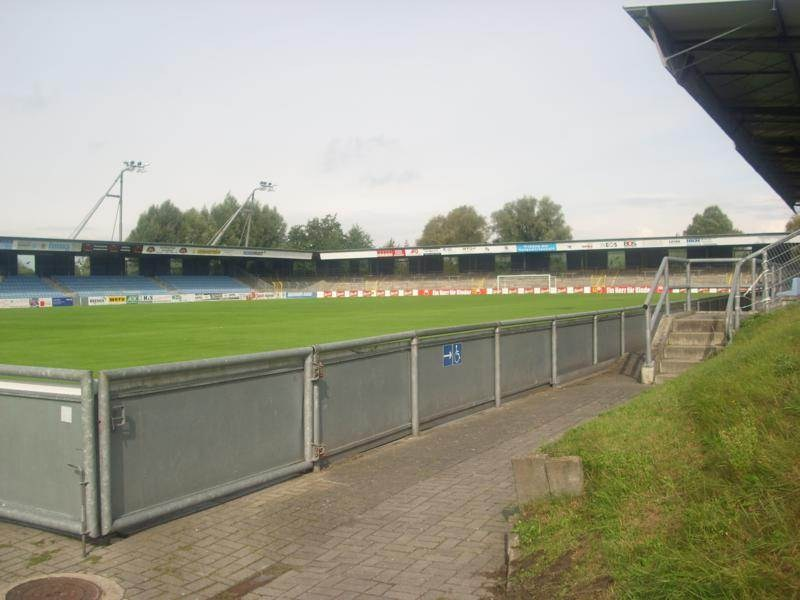
Stade Jade
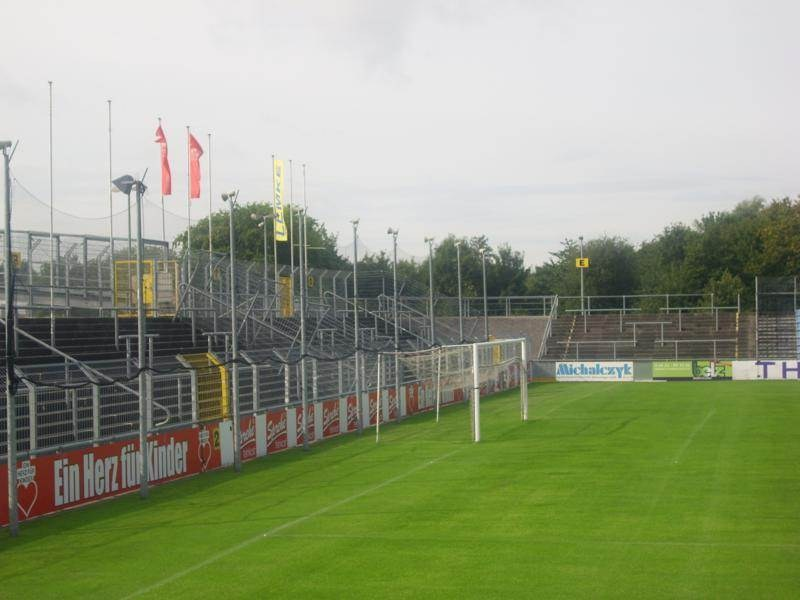
détail du stade Jade
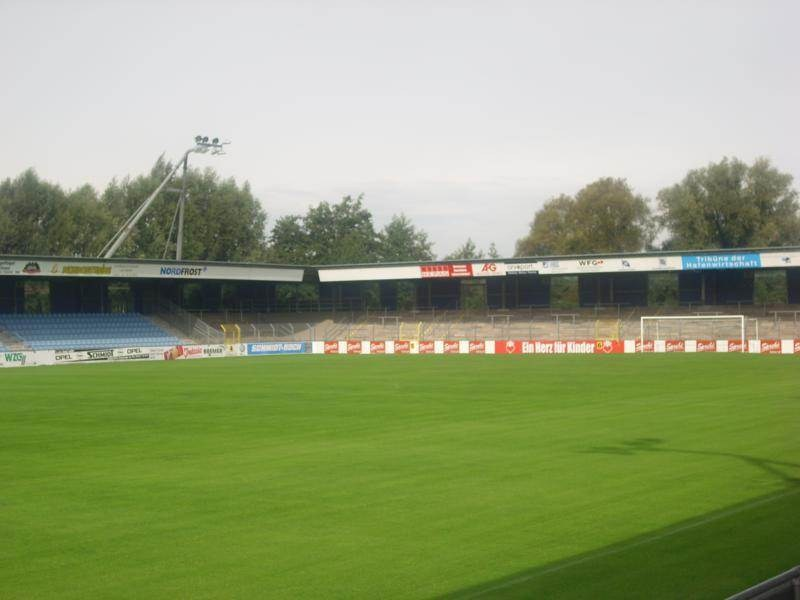
détail du stade Jade

### LeXXIesiècle
- 24 juin 2000 : inauguration du golf de Wilhelmshaven/Mennhausen.
- 30 mars 2001 : le ministre-président Sigmar Gabriel décide que la construction du port JadeWeser s'effectuera à Wilhelmshaven.
- 24 juin 2000 : une tempête provoque l'inondation de 1 000 caves.
- 5 octobre 2002 : première coupe de JadeWeserPort regroupant des voiliers historiques.
- 7 août 2003 : l'entreprise Grove présente la plus haute plate-forme de travail au monde avec 105 m de haut.
- 9 août 2007 : 100 ans du pont Kaiser-Wilhelm et création d'un timbre en son honneur.
- mars 2008 : début de la construction du port de Jade Weser : le plus grand d'Allemagne. Il fut construit avec le soutien financier des Lands de Brême et de Niedersachsen. Il fut inauguré le 21 septembre 2012 et est depuis entré partiellement en fonction. Il entrera pleinement en fonction dans le courant de l'année suivante.

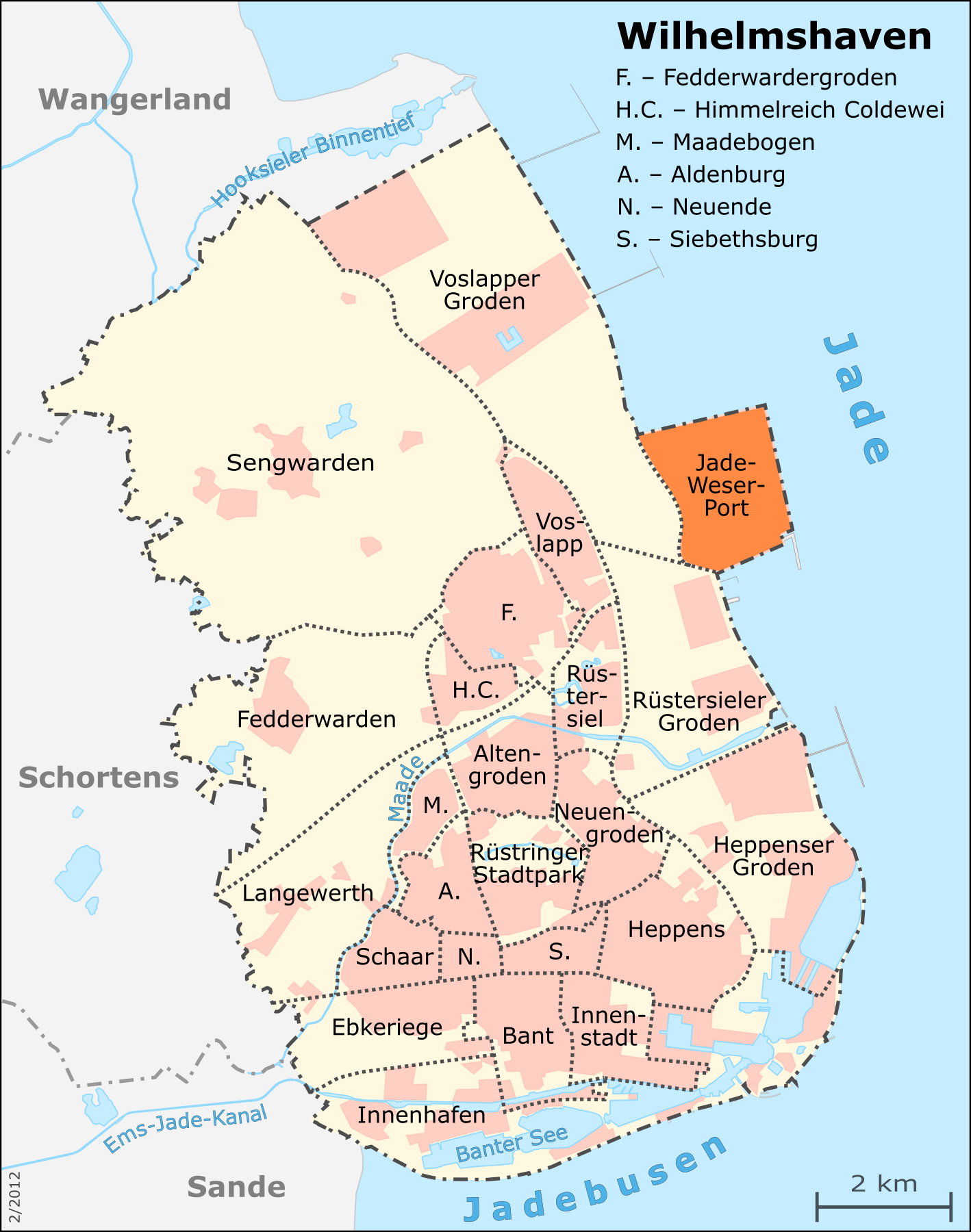
Position du port de Jade Weser (partie en orange)

## Coopération internationale
La ville de Wilhelmshaven est jumelée avec :

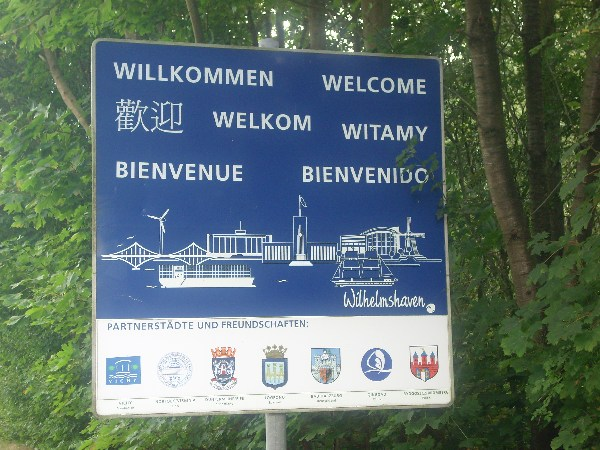
Pancarte de bienvenue à l'entrée de Wilhelmshaven

- Vichy (France) depuis 1965
- Norfolk (États-Unis) depuis 1976
- Dunfermline (Écosse) depuis 1979
- Bydgoszcz (Pologne) depuis 1990
- Bromberg (Autriche) depuis 1980

En outre, Wilhelmshaven  entretient des liens d'amitié avec :
- Bad Harzburg (Allemagne) depuis 1988
- Logroño (Espagne) depuis 1990

De plus, un "jumelage-portuaire" existe avec :
- Qingdao (Chine) depuis 1992